# Hecyrocrossotus mirabilis
Hecyrocrossotus mirabilis là một loài bọ cánh cứng trong họ Cerambycidae.